# Urocitellus richardsonii
Urocitellus richardsonii là một loài động vật có vú trong họ Sóc, bộ Gặm nhấm. Loài này được Sabine mô tả năm 1822.

## Hình ảnh

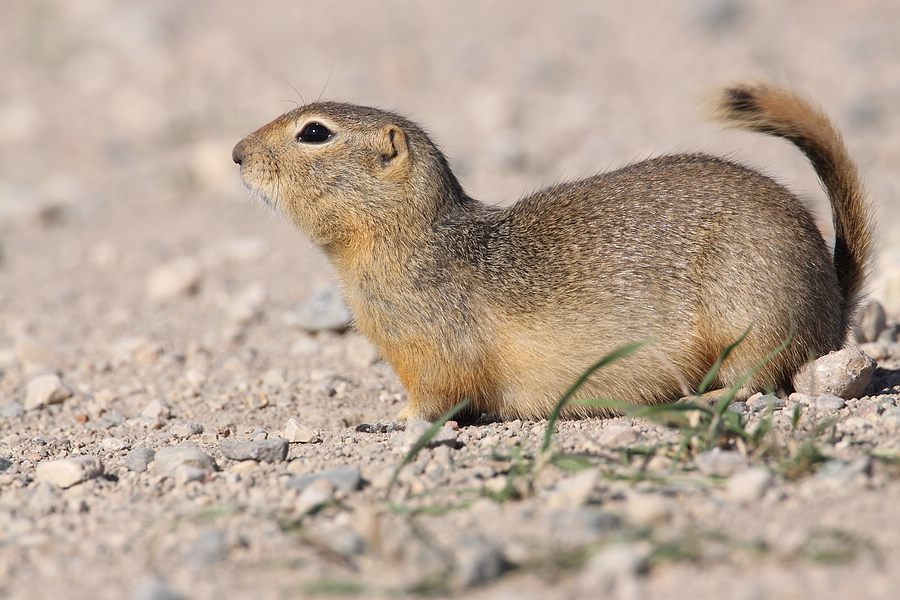
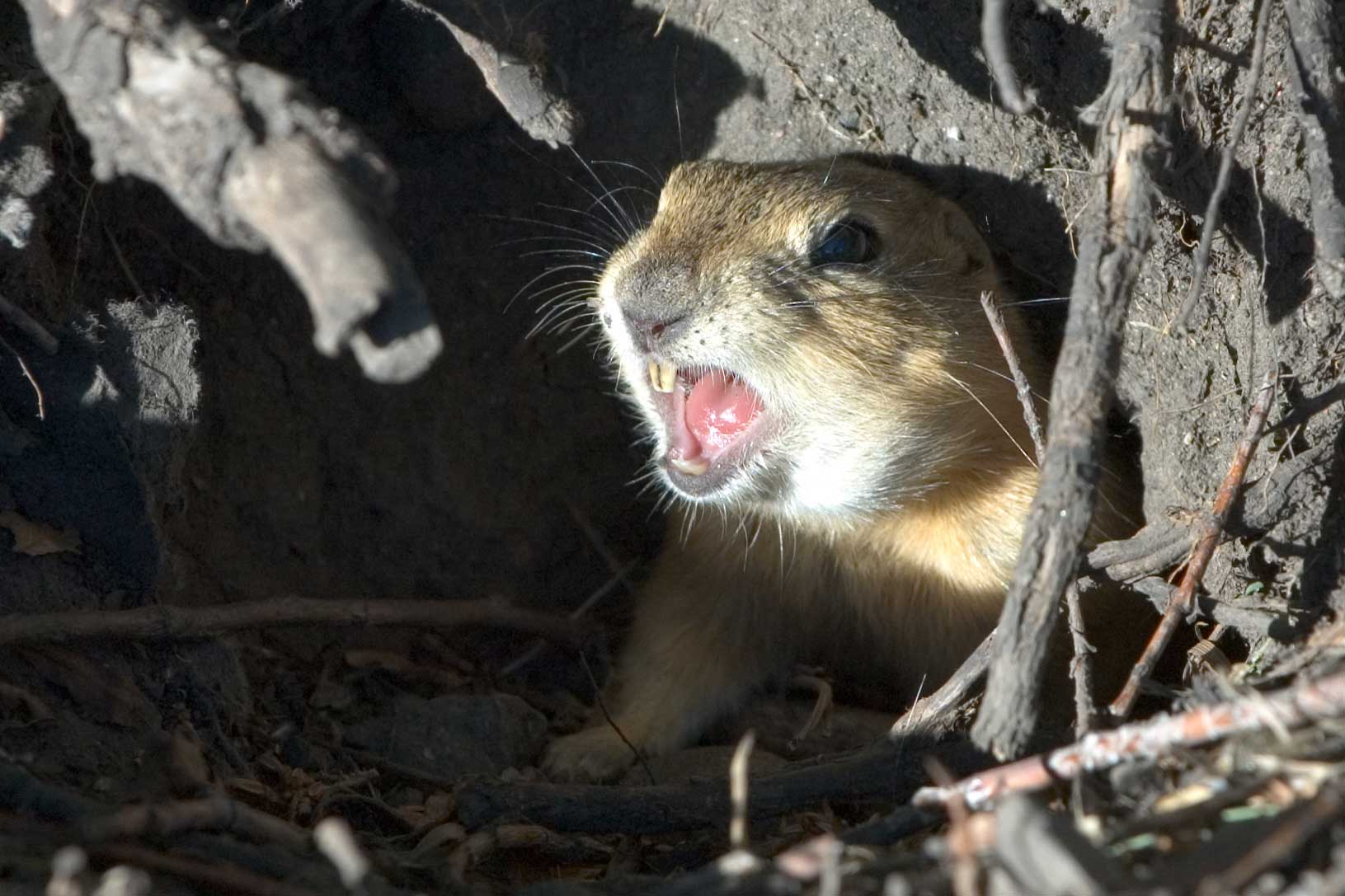
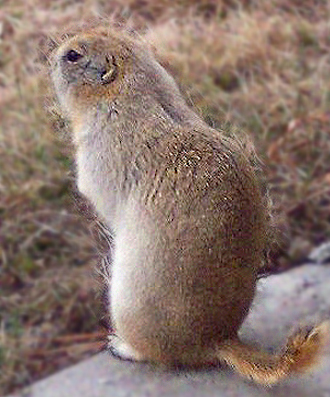
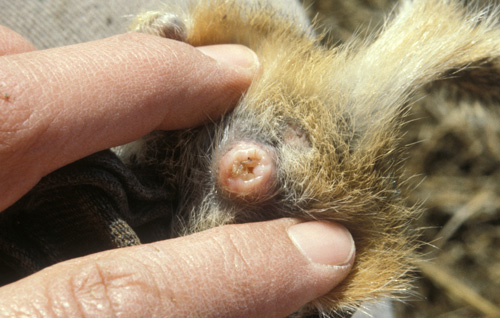